# 鄭京加
鄭京加（英語：Cindy Kyounga Chung，1975年—），美国律师、法官。現職美国第三巡回上诉法院巡回法官。於2021年至2023年曾担任宾夕法尼亚州西区联邦检察官 。